# ポケモン・ザ・ムービーXY 破壊の繭とディアンシー
『ポケモン・ザ・ムービー XY 破壊の繭とディアンシー』（ポケモン・ザ・ムービー エックスワイ はかいのまゆとディアンシー）は、2014年7月19日公開のテレビアニメ『ポケットモンスター』の劇場版第17作目の作品。テレビ東京開局50周年記念作品。
キャッチコピーは「ポケモン映画、新次元へ!」「世界は、聖なる輝きに包まれる―」。

## 概要
『XY』シリーズ初代作。短編映画『ピカチュウ、これなんのカギ?』が同時上映されている。当初発表されたタイトルは『ポケモン・ザ・ムービー XY 破壊の繭』であり、本作で初公表となるポケモン・ディアンシーの名が伏せられていた。また、「劇場版で（後に正式タイトルに組み込まれる）主役となるポケモンはそれまでゲーム版で公開されていなかった初登場のポケモン」という慣例が、2012年公開の『劇場版ポケットモンスター ベストウイッシュ キュレムVS聖剣士 ケルディオ』以来2年ぶりに復活した。
なお本作では「生と死」が描かれており、ポケモンたちやロケット団などの人間が命を吸い取られ、石化してしまう（いわば死を意味する）というもの。また『劇場版ポケットモンスター ミュウツーの逆襲』においてサトシが石化するという場面があるが、こちらは完全な死とは言えない。ただし『劇場版ポケットモンスター セレビィ 時を超えた遭遇』や『劇場版ポケットモンスター 水の都の護神 ラティアスとラティオス』などにおいて、死亡したポケモンや人物が復活したり、新たに生まれかわるという点が本作において共通している。
今作から『ポケモン・ザ・ムービーXY&Z ボルケニオンと機巧のマギアナ』まで『ポケモン・ザ・ムービーXY』として上映されることになった。
また前作までの劇場版は、アニメーション制作をオー・エル・エムのプロデューサー・小板橋司が率いるTEAM KOITABASHIが担当していたが、本作ではテレビ・映画『たまごっち!』シリーズなどを制作してきた亀井康輝が率いるTEAM KAMEIに交代。ちなみにアニメーション制作をオー・エル・エムのプロデューサー・小板橋司が率いるTEAM KOITABASHIは、後に『映画 妖怪ウォッチ エンマ大王と5つの物語だニャン!』として担当している。副監督としてテレビアニメ『ポケットモンスター アドバンスジェネレーション』から『ポケットモンスター ベストウイッシュ』シリーズの監督を務めた須藤典彦が登板するなど、制作体制が変化した。
時系列は（放送順カウントで）「XY」第41話から46話の間である。
全国357スクリーンで公開され、2014年7月19、20日の初日2日間で興収3億9,325万9,400円、動員36万0190人になり、映画観客動員ランキング（興行通信社調べ）で
初登場第1位を獲得。また、ぴあの調査による初日満足度ランキングでも満足度91.8となり、第1位となっている。日本週末興行収入1位を記録したポケモン映画は、『劇場版ポケットモンスター ダイヤモンド&パール ディアルガVSパルキアVSダークライ』以来である。しかし最終興行は29.1億円と伸び悩み、2002年の『劇場版ポケットモンスター 水の都の護神 ラティアスとラティオス』以来12年ぶりに30億円を下回った。

## 前売り券・配布ポケモン
本作の前売券は2014年4月19日から7月18日まで発売され、2007年公開の『ディアルガVSパルキアVSダークライ』以来7年ぶりに、配布する幻のポケモンを事前に投票する企画が2014年1月15日から2月10日にかけてコロコロコミック誌上やポケモン映画公式サイト、アニメの連動データ放送（同時ネットのみ）で行われた。候補は同時上映作品『ピカチュウ、これなんのカギ?』に登場するジラーチ、ビクティニ、マナフィ、ダークライの4匹で、投票締め切りから1ヶ月後の3月15日に最終結果が発表され、ダークライが1位となり、ダークライの配布が決定した。このダークライは通常では覚えない『ゴーストダイブ』を覚えている。また『七夜の願い星 ジラーチ』から前作までは前売券の上部に、配布されるポケモン及び特殊アイテムの引換券（切り取り無効）が付いていて、ポケモンセンター全店舗やセブンイレブン、大手百貨店などの対象店舗でゲーム内の『ふしぎなおくりもの』を起動して店員の指示に従い赤外線通信で配布していたが、本作からは『ふしぎなおくりもの』内で入力するプレゼントコード（シリアルコード）が付くようになり、2014年時点では引換券は事実上廃止されたが、後の光輪の超魔人 フーパの前売り券でついている引換券が再登場したため、復活した。
劇場では、映画の主役ポケモンのディアンシーが配信され、7月19日から9月30日まで「X・Y」で配信が行われた。また、このディアンシーを2014年11月21日に発売される『ポケットモンスター オメガルビー・アルファサファイア』に連れて行くと「メガディアンシー」にメガシンカする。通常プレイでは入手できない幻のポケモンがメガシンカするのはこれが初。映画開始時と終了時にディアンシーと『とうぞくと1000びきのポケモン』のスペシャルステージ（後述）の受け取りの際の注意説明のアニメが上映され、セレナとユリーカが担当する。

## ストーリー
カロス地方には生命を操るといわれる伝説のポケモンが2体存在していた。1体は生命を与える力を持ったポケモンで「ゼルネアス」と呼ばれた。一方でもう1体はあらゆる生命を奪う力を持ち、「イベルタル」と呼ばれていた。遙か昔、イベルタルはカロス地方の「オルアースの森」で自然やポケモンから生命を奪い、全てを石に変えた末に繭となって眠りについた。その後に現れたゼルネアスは自ら生命を与え、被害を抑える事に成功した。この一連の事件は後に「大破壊」と呼ばれる様になる。
そして時が流れ、舞台はメレシー達が平和に暮らす地底王国「ダイヤモンド鉱国」に移る。幻のポケモン「ディアンシー」が姫として治めている鉱国には巨大ダイヤモンド型のエネルギー源「聖なるダイヤ」が置かれており、鉱国はその鉱石によって形を保ち続けていた。その聖なるダイヤはディアンシーにしか生み出せないといわれているが、ディアンシーは力が未発達で聖なるダイヤを生み出せずにいた。そうしている間にも聖なるダイヤは寿命が縮まっていき、鉱国は滅亡の時を控えていた。鉱国の長老・ダイイの話ではゼルネアスの力「フェアリーオーラ」を分けて貰えれば、聖なるダイヤを生み出すことができるという。そこでディアンシーはゼルネアスに会う為、召使のメレシー達を連れて鉱国を旅立つ。
さらに時は流れた。旅の最中、召使を置いて町・アブニヨンに向かったディアンシーは盗賊のマリリン・フレイムとニンジャ・ライオットの襲撃を受け、町を訪れていたサトシ一行に救われる。ディアンシーはそのままサトシ達と行動を共にするがその夜、ディアンシーはロケット団に誘拐され、少女のミリス・スティールに救出される。そしてサトシ達は戻って来たディアンシーの目的を知り、共にゼルネアス探しに旅立つこととなる。

## 登場人物
詳細は個別記事かアニメ版ポケットモンスターの登場人物を参照。

### レギュラー
サトシ
声 - 松本梨香
主人公。ポケモンマスターを目指して旅をするマサラタウン出身の少年。盗賊たちに狙われていたディアンシーを助けた縁からディアンシーと共に行動することとなる。時に使命を果たせずくじけそうになるディアンシーの心を支える。
セレナ
声 - 牧口真幸
準主人公。ポケモントレーナーとしてサトシと共に旅をする少女。幼少時代からサトシと面識がある。母はサイホーンレーサーであり、自身もその才能を披露する。
今作がロングヘア姿のX・Y仕様で登場する唯一の劇場版作品であり、旅の道中のショッピングセンターでは様々なヘアスタイルを披露した。
シトロン
声 - 梶裕貴
ミアレジムのジムリーダーで、サトシと共に旅をする少年。ポケモンと人の幸せのための発明家を目指しており、様々な発明品を作る天才児。
ユリーカ
声 - 伊瀬茉莉也
シトロンの妹。
ムサシ
声 - 林原めぐみ
ロケット団の女性団員。
コジロウ
声 - 三木眞一郎
ロケット団の男性団員。
ニャース
声 - 犬山イヌコ
ロケット団に所属するポケモン。人間の言葉を話すことができる。
ナレーション
声 - 石塚運昇
サトシのポケモン
ピカチュウ
声 - 大谷育江
技：10まんボルト、アイアンテール、エレキボール
サトシの一番のパートナー。
ケロマツ
声 - うえだゆうじ
技：みずのはどう、かげぶんしん
マフォクシーに「みずのはどう」を当てて大ダメージを与えた。
ヒノヤコマ
サトシがゲットしたヤヤコマが本編に先駆けて進化している。本作ではプロローグのみ登場。
ルチャブル
声 - 三木眞一郎
技：とびひざげり、フライングプレス
サトシが森でゲットしたポケモン。今作ではピカチュウの次に活躍している。

セレナのポケモン
フォッコ
声 - 林原めぐみ
技：かえんほうしゃ
出番が少なく ゲッコウガが「かげぶんしん」を繰り出したときだされ 「かえんほうしゃ」を放つがよけられる。

シトロン・ユリーカのポケモン
ホルビー
シトロンのパートナーポケモン。本作ではヒノヤコマと同じくプロローグのみ登場。
ハリマロン
声 - 生天目仁美
技：ミサイルばり
フォッコと同じく「ミサイルばり」を放つがゲッコウガによけられる。
デデンネ
声 - 佐藤恵
技：ほっぺすりすり
厳密に言えばシトロンのポケモンだが、ユリーカがキープしている。目立った場面はほとんどないが、 「ほっぺすりすり」でゲッコウガを撃退している。

ムサシのポケモン
ソーナンス
声 - うえだゆうじ
2年前から短編映画に登場しているが、劇場版での登場は13作目から4年ぶりの登場。

コジロウのポケモン
マーイーカ
声 - 三宅健太
マネネに代わるロケット団のマスコット的なポケモン。コジロウの手持ちポケモンが劇場版に登場するのは9作目以来8年ぶりである。

### ゲストキャラクター
マリリン・フレイム
声 - 足立梨花
魔女風の衣装を着ている女盗賊。同業者のライオットとは喧嘩が絶えなかったものの、自分を守ってくれたことで愛情が芽生えた。イベルタルによる事件の後は盗賊を廃業し、アパレルで働く。慣れない仕事には四苦八苦していたが、その中でライオットからのプロポーズを受け入れていた。
使用ポケモン
マフォクシー
声 - 三木眞一郎
技：マジカルフレイム、かえんほうしゃ
マリリンのパートナー。彼女にとって大事なポケモンであり、イベルタルによって石にされた際にはマリリンも泣き崩れていた。
メガヤンマ
マリリンが移動用に使用するポケモン。
ニンジャ・ライオット
声 - 山寺宏一
忍者の衣装を着ている男盗賊。同じくマリリンとは喧嘩が絶えなかったが、彼女が危険な目に遭った際に咄嗟に守ろうとしたりするなど、決して仲が悪いわけではない。冷静沈着でディアンシーの捕獲が過ちを招いたことにいち早く気づく。イベルタルによる事件の後は盗賊を廃業し新たに職に就き、マリリンにプロポーズを行った。
使用ポケモン
ゲッコウガ
声 - 佐藤健輔
技：みずしゅりけん、かげぶんしん
ライオットのパートナー。素早い動きを得意とするが、イベルタルによって石にされてしまう。
テッカニン
ライオットが移動用に使用するポケモン。二匹いる。
アルガス・スティール
声 - 中川礼二（中川家）
ミリスの父。元軍人にしてロケット団にもその名を知られる大盗賊。光学迷彩システムやミサイルを備えた最新鋭の飛行艇拠点として活動している。大の甘党で特にチョコレートが好物であり、食べ過ぎることを娘に心配されている。サトシに助けられた恩を返すなど義理人情の持ち主でもある。イベルタルによる事件の後は盗賊を引退、娘と共に小さな店ではあるが自身の夢であったチョコレート屋を開業。甘党なのは相変わらずで、試食のお菓子をつまみ食いすることもある。
使用ポケモン
ギルガルド
アルガスが移動用に使用するポケモン。
ミリス・スティール
声 - 中川翔子
緑の衣装を着ている眼鏡少女の盗賊。アルガスの娘である。素性を隠しながらサトシ達に協力するフリをしてディアンシーが真の力を発揮したタイミングを見計らって捕獲を狙っていた。サトシに助けられた恩を返すなど義理人情の持ち主でもある。イベルタルによる事件の後は盗賊を廃業し、父の夢であったチョコレート屋を手伝っており、それなりに気に入っているが、父のつまみ食いには変わらず困っている。 
使用ポケモン
ブリガロン
声 - 石塚運昇
技：ミサイルばり、ニードルガード
ミリスのパートナー。ミリスをイベルタルから「ニードルガード」で庇うものの、石にされてしまう。
ヒトツキ
小型カメラを付けていて、ディアンシーを見張っていた。
ニダンギル
ミリスが移動用に使用するポケモン。
ウッシー
声 - 内田篤人（プロサッカー選手、当時ブンデスリーガ シャルケ04所属）
オルセイルシティのショッピングモールにいたホテルのポーター（運搬人）。
所持ポケモン
ピカチュウ
アヤカ
声 - 沢井美優
原作ゲームにおけるエリートトレーナー。キーストーンの付いたイヤリングでメガアブソルにメガシンカできる。「最強メガシンカ Act I」で先行登場し、アランとのバトルで敗北する。アブニヨンでサトシとの3番バトルに勝利する。
アニメ本編にてカロスリーグに出場し、メガシンカ使いとして注目を浴びる。「XY&Z」の第33話のカロスリーグ準々決勝ではサトシと再戦するが敗北した。
使用ポケモン
カエンジシ♂
技：かえんほうしゃ、ほのおのキバ
ピカチュウとのバトルに敗北する。
ニャオニクス♀
技：ひっかく、チャージビーム
ケロマツとのバトルに勝利する。
アブソル
声 - 生天目仁美
技：あくのはどう、メガホーン、サイコカッター、まもる、シャドークロー（映画）
アブソルナイトを所持しており、メガアブソルにメガシンカする。最強メガシンカ Act IではアランのメガリザードンXとのバトルで敗北している。相性の悪いルチャブルとバトルし勝利するが、「XY&Z」の第33話のカロスリーグ準々決勝ではルチャブルと再戦するも「フライングプレス」で敗北した。

### ゲストポケモン
ディアンシー
声 - 松本まりか
技：ダイヤストーム
本作の主人公。お姫様としてダイヤモンド鉱国を治めている幻のポケモン。一人称は「私（わたくし）」で「～ですわ（ますわ）」といった口調で話す。宝石を生み出す能力を持っているが未熟ゆえに生み出した宝石は短時間で消滅する。聖なるダイヤを生み出す為には、ゼルネアスの力が必要だとダイイに言われ、サトシ達と共にゼルネアス探しの旅に出る。
メガディアンシー
ディアンシーがメガシンカした形態。フェアリーオーラを手に入れる以前に生み出し、ユリーカに預けたダイヤモンド型のメガストーンによってメガシンカを可能とした。
ゼルネアス
声 - 三田佳子
技：ジオコントロール、マジカルシャイン、ラスターカノン
生命を司ると伝えられている伝説のポケモン。生命を与える力「フェアリーオーラ」を持つ。
口調は敬語で女性的だが、その言葉はフェアリータイプのポケモンにしか分からない。
ディアンシーにフェアリーオーラを与えた後、復活したイベルタルを静め、デスウィングで石化したポケモン達を元に戻した。最後は大木に生まれ変わる。
イベルタル
技：デスウィング、シャドーボール、はかいこうせん
破壊を司ると伝えられている伝説のポケモンで、かつてカロス地方を襲った大破壊を起こした黒幕。大破壊の後、ゼルネアスによって諫められ、オルアースの森の湖で繭の姿になって眠りについていた。ただしイベルタルの起こす破壊は森の再生能力を呼び覚ますためのものだとも言われており、破壊の後、森はより強く蘇っていく。ディアンシーやゼルネアスとは違い、鳴き声のみで人語を一切話さない。人やポケモンなどの生命体や植物などのあらゆるものから生命を奪い、石に変えてしまう必殺技「デスウイング」を使う他、スティール親子の飛行艇のミサイルにびくともしないほどの防御力を持つ。
ディアンシーをめぐる戦いの中でサトシと盗賊達が自身の結界に入り込んだことで復活し、怒りのままに全てのものを石に変えていく。最後はゼルネアスの説得で正気を取り戻し、何処かへと飛び去って行った。
メレシーたち
四匹ともゲーム版とは異なる、映画オリジナルのデザインと名前をしている。また、彼ら以外にも通常のメレシーたちが多数登場している。
ダイイ
声 - 飯塚昭三
ダイヤモンド鉱国の長老。イベルタルが起こした「大破壊」の目撃者。メレシーたちの中では一番の高齢で、ヒゲを生やし大柄で耳が垂れている。
マジマ
声 - 佐藤健輔
以下の二匹も含め、ディアンシーの執事たち。体格は小柄で声は高めのハスキーボイス。
ナイト
声 - 古島清孝（スペシャルアニメ）、中川剛（中川家、映画）
四匹の中で一番若々しい外見をしている。外見はゲームとほぼ同じ。
ジョーク
声 - 三宅健太
ダイイ同様大柄で耳も垂れているが、ヒゲは生えておらず声も低音。
ガメノデス
プロローグにおいて、サトシのピカチュウとバトルしていた。野生なのかトレーナーのポケモンなのかは不明。
サイホーン
声 - 石塚運昇
マリリンから逃げるため、「サイホーン・レース」経験者の母を持つセレナが利用したポケモン。セレナたちを避難させた後、元いた場所へ戻って行った。
メガシンカポケモンたち。
EDや映画宣伝用ポスターに登場したメガシンカポケモン12体。EDでそれぞれ各自技を出す。記順はEDに登場した順。
メガアブソル
メガシンカしたアブソル。「サイコカッター」を使う。
メガフシギバナ
　メガシンカしたフシギバナ。「はなふぶき」を使う。
メガガブリアス
メガシンカしたガブリアス。「はかいこうせん」を使う。
メガサーナイト
メガシンカしたサーナイト。「シャドーボール」を使う。
メガリザードンY
メガシンカしたリザードン。「かえんほうしゃ」を使う。
メガルカリオ
メガシンカしたルカリオ。「はどうだん」を使う。
メガバシャーモ
メガシンカしたバシャーモ。「ブレイズキック」を使う。
メガリザードンX
メガリザードンYとは異なる姿をしている。「ほのおのうず」を使用する。炎の温度が高くなって青くなったため、青い炎を吐いている。
メガミュウツーY
技：スピードスター
前作では覚醒したという設定だったが、今作ではメガシンカしたという設定。「スピードスター」を使う。
メガハッサム
メガシンカしたハッサム。ハサミから「ラスターカノン」を発射する。
メガカメックス
メガシンカしたカメックス。三つのキャノン砲から「ハイドロポンプ」を発射する
メガミュウツーX
ミュウツーナイトXでメガシンカしたミュウツー。「サイコキネシス」を使う。

### その他の登場キャラクター
詳細は個別記事かアニメ版ポケットモンスターの登場人物を参照。
カルネ
カロス地方ポケモンリーグチャンピオン。プロローグでガンピと対戦し、勝利する。
ガンピ
カロス地方の四天王の一人。プロローグでカルネと対戦し、敗北する。原典とは異なり、メガハッサムを駆使する。

## 用語
ダイヤモンド鉱国
カロス地方に存在する地底王国。
聖なるダイヤ
ダイヤモンド鉱国を司る巨大なダイヤモンド。寿命が尽きてしまうと国が滅びると言われている。
オルアースの森
カロス地方にある大きな森で、ゼルネアスもこの森で暮らしている。大破壊の傷跡が残されており、イベルタルもこの森の湖で封印されていた。
大破壊
カロス地方でかつて起こった現象で、イベルタルがカロス地方のポケモンから生命を奪っていった。しかし、ゼルネアスが発した「フェアリーオーラ」でポケモンは蘇った。その後イベルタルはオルアースの森で封印された。

## スタッフ
- 原案 - 田尻智、増田順一、杉森建
- スーパーバイザー - 石原恒和、久保雅一
- アニメーション監修 - 小田部羊一
- エグゼクティブプロデューサー - 浅井認、福永晋
- プロデューサー - 盛武源、細谷伸之、新井賢一、岡本順哉
- アニメーションプロデューサー - 亀井康輝
- アニメーションコーディネーター - 野本岳志、吉川兆二
- アシスタントプロデューサー - 下平聡士、村椿拓郎、折方崇志、海野千春、石本順也
- デスク - 波多邊万里子、新藤麻希子
- 副監督 - 須藤典彦
- 脚本 - 園田英樹
- 絵コンテ - 湯山邦彦 / 関野昌弘、吉川博明、大和田淳、尼野浩正、宮尾佳和、水島精二
- 演出 - 関野昌弘、吉川博明、大和田淳、博多正寿、阿部栞土、高橋ナオヒト / 飯島正勝、須藤典彦
- キャラクターデザイン - 一石小百合、松原徳弘、広岡トシヒト、毛利和昭、佐藤和巳
- 美術設計 - 田中俊成
- プロパティデザイン - 近永健一
- 総作画監督 - 毛利和昭、佐藤和巳
- 作画監督 - 新村杏子、竹内杏子、安西俊之、新岡浩美、中野悟史、加野晃 / 池田裕治、井ノ上ユウ子
- 作画監督補 - 松原徳弘、佐藤陵、宮田忠明、田口広一、酒井強至
- 動画検査 - 榎本冨士香、室岡辰一、齋藤友希、阿部由実
- 色彩設計 - 佐藤美由紀、吉野記通
- 色指定・検査 - 鈴木美代子、金光洋靖、由利満、大槻浩司
- 検査 - 奥井恵美子、伊藤敦子、前田千妙、藤原優実、長谷川美枝、久島早映子、野上亜希子
- 仕上管理 - 小橋幸亮、佐々木尚子
- 特殊効果 - OLM、太田憲之
- 美術 - じゃっく
- 美術監督 - 秋葉みのる
- 美術担当 - 佐々木豪、藤野真木子、中村直樹、片岡一巳
- 撮影監督 - 柚木脇達己
- 撮影チーフ - 青島彩
- CGI - OLM Digital
- CGIプロデューサー - 坂美佐子
- CGIスーパーバイザー - 近藤潤
- CGIディレクター - 伊藤良太
- 編集 - 辺見俊夫
- 編集助手 - ジェイ・フィルム、野川仁、小守真由美
- 音楽 - 宮崎慎二
- 音楽プロデューサー - 齋藤裕二、谷澤嘉信、佐野弘明
- 一部原曲・作曲 - 景山将太、足立美奈子、佐藤仁美、一之瀬剛
- 音楽協力 - 小学館ミュージック & DE
- 音響プロデューサー - 南沢道義、西名武
- 音響監督 - 三間雅文
- 音響効果 - 神保大介
- 制作デスク - 北村卓也、澤田剛
- 設定制作 - 網中望
- 制作進行 - 上野智志、棚原唯、北村翔太郎、田村高広、引田崇人 / 植木貴一、大木崇宏
- 製作 - 都築伸一郎、伊藤憲二郎、富山幹太郎、太田哲夫、遠藤真郷、紀伊高明
- アソシエイトプロデューサー - 山内克仁、弓矢政法、藤田亮、宮原俊雄、川崎由紀夫
- アニメーション制作 - OLM Team Kamei
- 製作 - ピカチュウプロジェクト（The Pokémon Company、小学館、テレビ東京、タカラトミー、ジェイアール東日本企画、OLM、小学館集英社プロダクション）
- 監督 - 湯山邦彦

## 主題歌
オープニングテーマ「メガV（メガボルト）」
歌・作詞 - 遊助 / 作曲 - たなかひろかず / リミックス編曲 - 塩川満己 / オリジナル編曲 - CHOKKAKU （ソニー・ミュージックレコーズ）
エンディングテーマ「夜明けの流星群」
歌 - SCANDAL / 作詞 - TOMOMI、田中秀典 / 作曲 - 田中秀典 / 編曲 - 亀田誠治 （EPICレコードジャパン）

## 映像ソフト化
- 本編のDVDとBDは、2014年12月17日発売。また、入場者特典として、ディアンシーのポケモントレッタが配布された。

## コミカライズ
『月刊コロコロコミック』で漫画版が2014年6月号から7月号まで前後編形式で掲載された。作画は北村謙次。単行本は公開日と同時に刊行される。
- 単行本：ISBN 4091417906

## ノベライズ
小学館ジュニア文庫より小説版が2014年8月6日に発売された。著者は脚本の園田英樹。監修は石原恒和、原作は田尻智がクレジットされている。
- 単行本：ISBN 4092307691

## とうぞくと1000びきのポケモン
2014年6月5日にニンテンドーeショップで無料配信が開始されたすれちがい通信専用ゲームで、株式会社ポケモンとマーベラスAQLとの共同開発。同年9月30日まで限定配信された。
劇場版のプレストーリー（前日譚）が描かれており、盗賊団のマリリンとライオットが登場する。プレイヤーがすれちがい通信で仲間になった3匹のポケモン（ハリマロン・フォッコ・ケロマツ）と共に、盗賊団に盗まれたダイヤモンド鉱国の秘宝『ゆうひのダイヤ』と『ほしぞらのダイヤ』を取り戻すために冒険するストーリーとなっている。
全16ステージ用意されており、ステージクリアする毎に次のステージで投入できるポケモンの数やすれちがい通信でストックできるポケモンの数が増える。なお、ゲームコインを消費してプレイヤーがリーダーとして設定したポケモンを増やすことも可能。
戦闘はX（ハリマロン）・Y（フォッコ）・A（ケロマツ）ボタンを押す、または下画面をタッチすることで行われる軍団バトルとなっている。相手の勢力ゲージが無くなると勝利し、次の敵とバトルできる。水たまりや炎などのトラップもあり、「こうかがばつぐん」のポケモンを投入すると突破できる。見張りのポケモンがプレイヤーに気づいていない場合は、こっそりと通り抜けて戦闘を回避することもあるが、失敗するとバトルに突入してしまう。不利な状況になった場合は、仲間を残してステージを離脱することも可能で、次に挑む際は残した分のポケモンと合流し、場合によっては投入したポケモンの上限を超えることもある。また、戦闘中にピカチュウが登場することがあり、ピカチュウが登場すると敵にクリティカルダメージを与えることができる。
劇場版が上映されるスクリーンでゲームを起動し、タイトル画面の下画面で「スクリーンからうけとる」をタッチするとローカル通信でスペシャルステージ「アルガス・ミリスステージ」がダウンロードでき、アルガスとミリス、そしてステージのエピローグにディアンシーが登場する。本編の第6ステージまでをクリアするとプレイ可能で、通常のステージ選択画面でXボタンを押すとスペシャルステージの選択画面に切り替わる。こちらはアルガスとミリスに盗まれた三つ目の秘宝「こころのダイヤ」を巡るストーリーであり、全4ステージ用意されており、ステージを全てクリアすると『X・Y』でふしぎなおくりものを使ってマスターボールを入手するためのシリアルコードが発行される（その際、インターネットに接続する必要がある）。
スペシャルステージを受け取った後は上画面に表示されるタイトル画面の右上に映画フィルムにダイヤを映したマークが表示され、スペシャルステージクリア後はシリアルコードを発行していない場合は鍵のマークが、シリアルコード発行済みの場合は宝箱のマークがそれぞれ表示される。

## 鉱国のプリンセス ディアンシー
2014年夏に映画前作『神速のゲノセクト ミュウツー覚醒』と共に放送された5分弱の短編アニメで、映画の前日譚（プロローグ）となるエピソードを描いている。テレビ東京系列などでは2014年7月17日に放送され、翌日にポケモン公式サイト及びYouTubeポケモン公式チャンネルでも公開された。

### 本作のみのキャスト
- ヤンチャム - 安野希世乃
- ナレーション、ゴロンダ - 石塚運昇
- アリアドスたち - 佐藤健輔、古島清孝、三宅健太 他

### スタッフ
- 原案 - 田尻智、増田順一、杉森建
- スーパーバイザー - 石原恒和、久保雅一
- エグゼクティブプロデューサー - 浅井認、福永晋
- プロデューサー - 盛武源
- アニメーションプロデューサー - 小板橋司
- 脚本 - 武上純希
- 総監督 - 湯山邦彦
- 絵コンテ・演出 - 山口健太郎
- 設定協力 - GAME FREAK inc.、The Pokémon Company
- キャラクターデザイン - 一石小百合、松原徳弘、毛利和昭、佐藤和巳
- プロップデザイン - 本田隆
- 作画監督 - 池田裕治
- 動画検査 - 齋藤友希
- 色彩設計 - 吉野記通、佐藤美由紀
- 色指定・検査 - 野上亜希子
- 特効 - 太田憲之
- 美術監督 - 白石誠
- 撮影監督 - 山越康司
- 撮影 - トライパッド
- 編集 - 三浦亜矢子
- ビデオ編集 - アオイスタジオ
- 音響プロデューサー - 南沢道義、西名武
- 音響監督 - 三間雅文
- 効果 - 神保大介
- サウンドミキサー - 平野延平
- サウンドエディター - なしもとりょうこ
- 音響制作担当 - 小野勝弘
- 録音スタジオ・音響制作 - HALF H・P STUDIO
- 制作デスク - 松浦一郎
- 制作進行 - 植木貴一、大木崇宏
- アニメーション制作 - OLM Team Koitabashi
- 製作 - ピカチュウプロジェクト

## リアル脱出ゲームとのタイアップ
上映期間中にSCRAP主催のゲームイベントである『リアル脱出ゲーム』とのコラボで『ダイヤの国の姫を救え』がよみうりランド（東京）とひらかたパーク（大阪）で実施した。